# Kléber (ur. 1983)
Kléber, właśc. Kléber Giacomace de Souza Freitas (ur. 12 sierpnia 1983 w Osasco w stanie São Paulo) – brazylijski piłkarz, grający na pozycji napastnika.

## Kariera klubowa
Jako 20-latek zadebiutował w klubie São Paulo. W 2004 kupiony do Dynama Kijów. Od pierwszych meczów został podstawowym piłkarzem Dynama. Wyróżnia się dobrą techniką dryblingu, ale jego wadą jest zbyt indywidualny styl gry. Przez to stracił miejsce w podstawowym składzie Dynama. W 2008 został wypożyczony do klubu SE Palmeiras. W styczniu 2009 został sprzedany do Cruzeiro EC w rozliczeniu za Guilherme plus 5 milionów euro.

## Kariera reprezentacyjna
Kléber występował w reprezentacji Brazylii na młodzieżowych Mistrzostwach Świata U-20 rozgrywanych w 2003 w Zjednoczonych Emiratach Arabskich, gdzie został mistrzem świata.

### Sukcesy
- młodzieżowy Mistrz Świata U-20 (1x): 2003
- Mistrz Ukrainy (2x): 2003/04, 2006/07
- zdobywca Pucharu Ukrainy (3x): 2004/05, 2005/06, 2006/07
- zdobywca Superpucharu Ukrainy (3x): 2004, 2006, 2007
- Mistrz stanu São Paulo (1x): 2008